# Mystic Pizza
Mystic Pizza es una película estadounidense de drama, comedia y romance estrenada en 1988, dirigida por Donald Petrie y protagonizada por Julia Roberts, Adam Storke, Annabeth Gish y Lili Taylor.

## Sinopsis
Las hermanas Kat y Daisy Araújo y su amiga Jojo Barbosa son adolescentes luso-americanas que trabajan como camareras en Mystic Pizza, una pizzería propiedad de Leona en la ciudad pesquera de Mystic, Connecticut.
Kat y Daisy son totalmente opuestas. Kat, la hermana menor, es una aspirante a astrónoma que trabaja en el planetario del Museo Ballenero del Mystic Seaport, y la Universidad de Yale la aceptó con una beca parcial. Kat trabaja en el restaurante y como canguro para conseguir dinero para los estudios. El objetivo de Daisy es divertirse lo más posible. Su madre está contenta con Kat, mientras que a menudo cuestiona las elecciones vitales de Daisy.
Daisy conoce a Charles, un joven rico, en un bar. Ambos se sienten inmediatamente atraídos y comienzan una relación, para consternación de su madre. En una cena familiar, los parientes de Charles hacen involuntariamente comentarios insensibles sobre la etnia de Daisy, y Charles reacciona de forma exagerada. Daisy rompe con él, acusándole de utilizarla para rebelarse contra sus padres.
Kat se encapricha de su jefe Tim, arquitecto y licenciado en Yale, que la contrata para cuidar de su hija Phoebe, de cuatro años, mientras su mujer trabaja en Inglaterra. Al final surge entre ellos una relación que ella cree que es amor, y tienen relaciones sexuales. Sin embargo, cuando su esposa regresa, las ilusiones de Kat se hacen añicos. Daisy consuela a su devastada hermana y estrechan lazos.
Jojo se desmayó en su boda con Bill porque no se atrevía a comprometerse de por vida. Sin embargo, quiere seguir manteniendo relaciones sexuales con Bill hasta que esté preparada para casarse. Finalmente, Bill rompe con ella porque no quiere comprometerse.
Un famoso crítico gastronómico de televisión llamado "The Fireside Gourmet" visita inesperadamente Mystic Pizza. Mientras Kat, Daisy, Jojo y Leona observan desde el mostrador, el crítico da unos mordiscos a una porción de pizza, anota en su cuaderno y se marcha después de pagar la cuenta. Su aprobación puede hacer maravillas en un restaurante, pero no son optimistas. Sin embargo, unos días más tarde da a la pizzería su calificación más alta, calificando la pizza de "magnífica". El teléfono del restaurante empieza a sonar de inmediato, y Leona se ríe mientras informa a la persona que llama de que no es necesario reservar.
Al final, Tim lleva a Phoebe a Mystic Pizza porque quiere despedirse de Kat. Tim le da un cheque para ayudarla a cubrir sus gastos de matrícula, pero ella lo rompe; más tarde acepta un préstamo de Leona. Jojo finalmente se casa con Bill, y Daisy y Charles se reconcilian en la boda. La película termina con las tres chicas mirando el agua desde el balcón del restaurante, recordando su tiempo juntas y preguntándose por el futuro.

## Reparto
- Annabeth Gish como Kat.
- Julia Roberts como Daisy.
- Lili Taylor como Jojo.
- Vincent D'Onofrio como Bill.
- William R. Moses como Tim.
- Adam Storke como Charlie.
- Conchata Ferrell como Leona.
- Matt Damon como Steamer.